# 拉斐尔·特鲁希略 (帆船运动员)
拉斐尔·特鲁希略·比利亚尔（西班牙語：Rafael Trujillo Villar，1975年12月14日—），西班牙男子帆船运动员。他曾代表西班牙参加2000年、2004年、2008年和2012年夏季奥林匹克运动会帆船比赛，其中2004年奥运会获得一枚银牌。